# تريدوزيو
تريدوزيو (بالإيطالية: Tredozio)‏ هي بلدية في مقاطعة فورلي تشيزينا في إقليم إميليا رومانيا الإيطالي.